# Зелений (Орічівський район)
Зеле́ний (рос. Зелёный) — селище у складі Орічівського району Кіровської області, Росія. Входить до складу Шалеговського сільського поселення.
Населення становить 364 особи (2010, 451 у 2002).
Національний склад станом на 2002 рік — росіяни 88 %.